# Johnny Weissmuller
Johnny Weissmuller, eredetileg Weissmüller János (Szabadfalva, Temes vármegye, 1904. június 2. – Acapulco, 1984. január 20.) bánsági sváb származású amerikai olimpiai bajnok úszó, filmszínész, Tarzan alakítója.

## Életrajza
Petrus Weißmüller (földművelő) és Elisabeth Kersch (dohánygyári munkás) bánsági sváb szülők gyermekeként látta meg a napvilágot. A család az Amerikai Egyesült Államokba vándorolt még a kisfiú születésének évében. Az apa először Pennsylvaniában egy bányában dolgozott, majd Chicagóban telepedtek le. Peter nevű öccse már itt született, 1905-ben.
A gyerekkorában sokat betegeskedő, légzési problémákkal küszködő vézna kisfiú orvosai javaslatára kezdett el úszni. 190 centis, 95 kilós óriássá nőtt, és kiváló sportolói adottságai hamar kiderültek.
1918-ban az apa elhagyta a családot, s a fiúk a Michigan-tó partján vízimentőnek álltak. Ekkor kezdődött Johnny úszó pályafutása, amely öt olimpiai aranyérmet hozott. Húszévesen a párizsi nyári olimpián három aranyérmet szerzett úszásban, valamint tagja volt a harmadik helyen végzett amerikai vízilabdacsapatnak; négy évvel később további két aranyérmet szerzett. 1922–1928 között 67 világrekordot állított fel. Hamarosan Hollywood sztárja lett mint Tarzan megszemélyesítője. Inkább úszónak és nem színésznek tartotta magát, 11 ember életét sikerült megmentenie. Életében 1948-ban zárult le a Tarzan-korszak. Ezután a Jungle Jim képregényből készült 12 részes filmsorozatban játszott 1954-ig, ezt már csak néhány kisebb szerep követte, az utolsó 1976-ban.
Ötször házasodott. Feleségei: Bobbe Arnst, Lupe Vélez, Beryl Scott, Alleen Gates (később McCleland), Maria Baumann). Harmadik feleségétől 3 gyermeke született: Johnny Weissmuller Jr. (†), Heidi Elizabeth Weissmuller (†) és Wendy Anne Weissmuller. A hetvenes években folyamatosan romlott az egészségi állapota; miután 1974-ben eltörte a csípőjét és mindkét lábát, már sosem gyógyult meg teljesen, ráadásul a kórházban derült ki, hogy az életét végigsportoló Weissmüllernek súlyos keringési és szívbetegsége van. 1977-től a mexikói Acapulcóban élt.
Az 1984 januárjában bekövetkezett halála előtt teljesen elszegényedett, rossz üzleti döntései és fényűző életmódja miatt; utolsó éveiben segédmunkákat végzett. Halála után viszont még egyszer felidézték régi dicsőségét: amikor koporsóját a mélybe engedték, magnóról háromszor felhangzott legendás Tarzan-üvöltése.

## Sportolói pályafutása
Ő volt az első olyan ember, aki a 100 méteres gyorsúszás távját egy percen belül teljesítette. Az öt olimpiai arany (és egy vízilabdában szerzett bronz) mellett ötvenkétszer lett amerikai bajnok, hatvanhét világrekordot úszott.

## Sporteredményei
- olimpiai bajnok (1924: 100 m gyors)
- olimpiai bajnok (1924: 400 m gyors)
- olimpiai bajnok (1924: 4 × 200 m gyorsváltó)
- olimpiai bajnok (1928: 100 m gyors)
- olimpiai bajnok (1928: 4 × 200 m gyorsváltó)
- olimpiai 3. helyezett (1924: vízilabda)

## Filmszínészi pályafutása

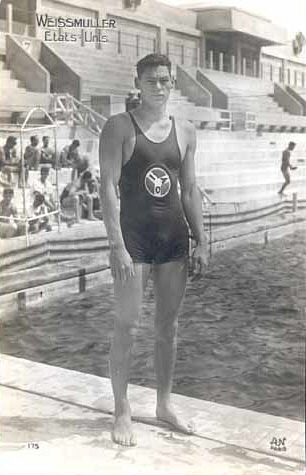
Johnny Weissmuller 1924-ben

Első filmjét 1929-ben forgatta. Az igazi sikert az 1932-ben bemutatott Tarzan, a majomember hozta meg neki. Ezután még tizenegy Tarzan-filmben játszotta a címszerepet.

## Érdekességek
Johnny Weissmuller az 1924-es párizsi olimpián az öccse, Peter születési bizonyítványát használta. (Peter már Amerikában született, így automatikusan állampolgárrá vált.)
1922. július 22-én elsőként úszta le a 100 métert egy percen belül (58,26 másodperc alatt).

## Szerepei

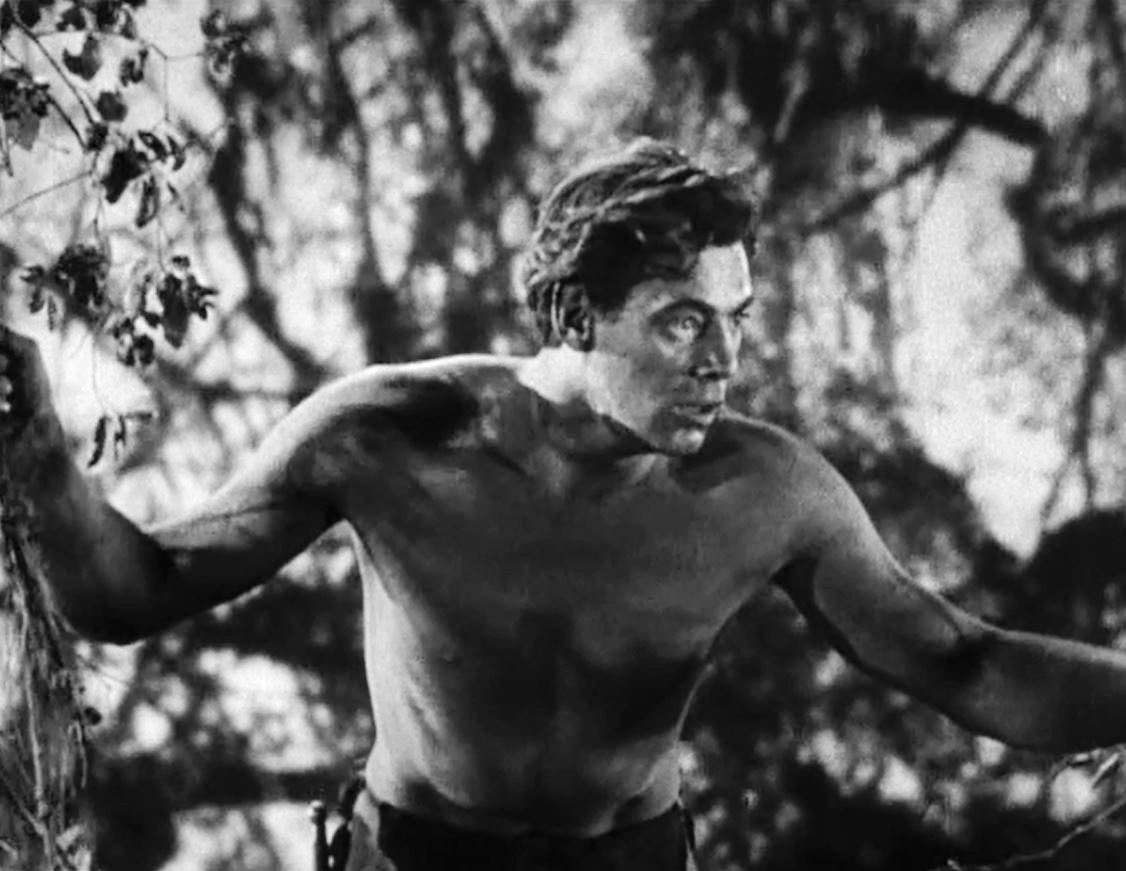
Johnny Weissmuller az 1932-es Tarzan, a majomember című filmben

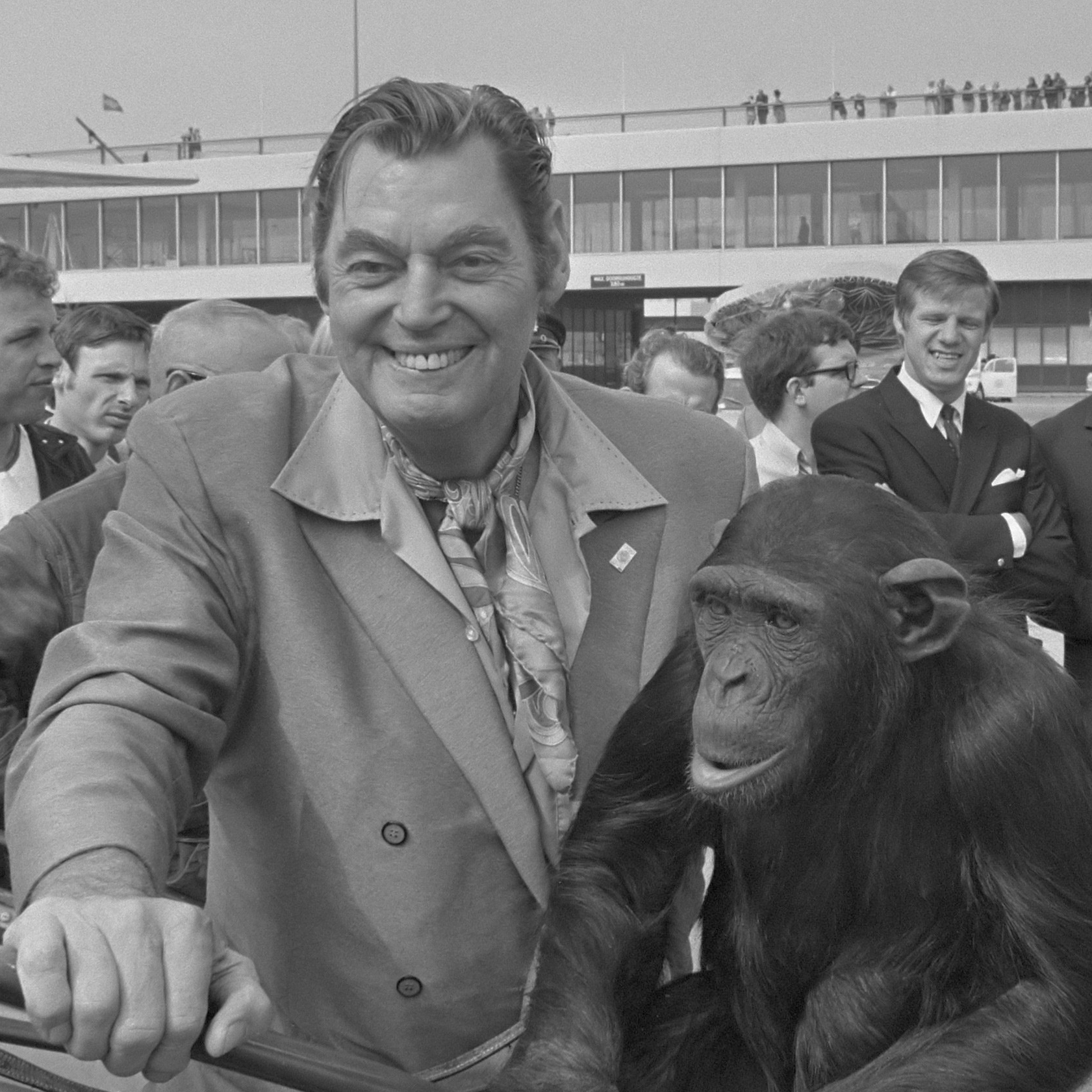
Johnny Weissmuller és „Csita” 1970-ben

- 1976: Won Ton Ton, the Dog Who Saved Hollywood
- 1970: The Phynx (Cameo)
- 1955: Devil Goddess
- 1955: Jungle Moon Men
- 1954: Cannibal Attack
- 1954: Jungle Man-Eaters (Jungle Jim)
- 1953: Killer Ape (Jungle Jim)
- 1953: Valley of Head Hunters (Jungle Jim)
- 1953: Savage Mutiny (Jungle Jim)
- 1952: Voodoo Tiger (Jungle Jim)
- 1952: Jungle Jim In the Forbidden Land (Jungle Jim)
- 1951: Jungle Manhunt (Jungle Jim)
- 1951: Fury of the Congo (Jungle Jim)
- 1950: Jungle Jim in Pygmy Island (Jungle Jim)
- 1950: Captive Girl (Jungle Jim)
- 1950: Mark of the Gorilla (Jungle Jim)
- 1949: The Lost Tribe (Jungle Jim)
- 1948: Jungle Jim (Jungle Jim)
- 1948: Tarzan and the Mermaids (Tarzan)
- 1947: Tarzan and the Huntress (Tarzan)
- 1946: Swamp Fire (Johnny Duval)
- 1946: Tarzan and the Leopard Woman (Tarzan)
- 1945: Tarzan and the Amazons (Tarzan)
- 1943: Stage Door Canteen
- 1943: Tarzan Triumphs (Tarzan)
- 1943: Tarzan's Desert Mystery (Tarzan)
- 1942: Tarzan's New York Adventure (Tarzan)
- 1941: Tarzan's Secret Treasure (Tarzan)
- 1939: Tarzan és fia (Tarzan finds a son !) (Tarzan)
- 1936: Tarzan szökése (Tarzan escapes) (Tarzan)
- 1934: Tarzan és asszonya (Tarzan and His Mate) (Tarzan)
- 1932: Tarzan, a majomember (Tarzan the Ape Man) (Tarzan)
- 1929: Crystal Champions
- 1929: Glorifying the American Girl (Adonis)